# Jacinto López Gorgé
Jacinto López Gorgé (Alicante, 3 de marzo de 1925-Madrid, 9 de diciembre de 2008) fue un escritor, poeta, profesor y crítico literario español.

## Biografía
Nació en Alicante en 1925, aunque residió en Melilla desde su infancia. Posteriormente residió en Ketama y Tetuán —capital del protectorado español de Marruecos—. Formó parte del Consejo de dirección de la revista literaria Al-Motamid junto a Pío Gómez Nisa, Eladio Sos y Juan Guerrero Zamora. Era su directora Trina Mercader.
Englobado dentro de la llamada «Segunda generación poética de postguerra», fue autor de numerosas obras literarias y de poesía. En 1985 publicó Antología de relatos marroquíes en lengua española junto Mohamad Chakor, obra que supuso un hito en las publicaciones de este tipo de literatura. También destacó la edición que en 1990 hizo de la antología Del Fuego y de La Luna y otros poemas, obra original del marroquí Muhammad Sabbag.
Fundó y dirigió las revistas Manantial y Ketama. Colaboró con diversas publicaciones periódicas, como El Telegrama del Rif, Diario de África, España, España Semanal, ABC y Pueblo, así como con el semanario Blanco y negro o las revistas Poesía española, Caracola, La Estafeta Literaria, etc.
Se trasladó a Madrid en 1969, donde residió el resto de su vida. Falleció en 2008.
Su legado, así como su fondo documental y bibliográfico se encuentra en la fundación del poeta Jorge Guillén.

## Obras
- —— (1951). La soledad y el recuerdo. Elegía. Alicante: Ifach.[12]
- —— (1954). Signo de amor (1950-1951). Melilla: Mirto y Laurel.[12]
- —— (1972). Nuevos poemas de amor. Adonais.[12]
- —— (1973). Dios entre la niebla (1952-1972). Salamanca: Álamo.[12]
- —— (1981). Antología poética 1947-1979. Instituto de Estudios Alicantinos.
- —— (1995). Mi corazón, mi casa y mi memoria. Alicante: Instituto de Cultura «Juan Gil-Albert».
- —— (2001). Sonetos de media vida. Melilla: Consejería de Cultura.